# 天鳳 (麻將)
《天凤》是日本服务器提供的日本麻将网络游戏。目前由C-EGG有限公司负责运营。2006年2月20日，名为「半熟荘」的β测试版推出。2006年8月1日，游戏正式推出。2007年3月1日改为现在的名称。

## 特征
原则上该游戏是免费的。
如果设备安装有Adobe公司的Adobe Flash或使用支持HTML5的浏览器游戏时可以不安装专用的软件就可以使用，这也是该游戏的一大特征。
2008年2月开始，推出了Windows平台上可使用的、带有豪华的界面的收费版。收费版用户可以和免費版用户一起游戏，并拥有更加美丽的界面，还可以使用牌谱保存和分析等附加功能。

## 概要
天凤麻将有四人麻将和三麻（三人麻将），四麻和三麻各自都有东风战和东南战。
四人麻将有四种规则可以选择，这四种规则分别是、有食断、无食断、食断且有赤宝牌、食断且有赤宝牌且短思考时间，一般情况下这四种规则都可以选择。
还有，全部的自由对战桌，游戏对手都是根据游戏预约者的情况自动匹配的。
天凤的评价制度，采用Rating制和段位制并行的制度。Rating制只有ID登陆者可以使用。刚刚注册时等级从「新人」开始、点数(pt)会根据游戏的情况增减，并最终决定游戏者的升段（升级）和降段（降级）。
根据游戏者的段位，可以使用的桌也会发生变化。新人和9级到2级之间的游戏者只能使用一般桌，1级以上和有有料會員60天以上使用者，且不滿足鳳凰桌條件可以使用上级桌，四段以上（而且R1800以上）可以使用特上桌，七段以上（而且R2000以上）可以使用凤凰桌。只是，凤凰桌必须收费使用。
在上级桌，比起一般桌，获得1位或2位增加的点数(pt)会更多，但是段位越高，获得4位时扣除的点数也会越来越多，所以游戏者的实力水平一定的话，自己的等级会相对地稳定在某一个段位上。

## 共通规则
- 原点25000，返点30000（三人麻将为原点35000，返点40000）
- 有一发、裏宝牌、槓宝牌、槓裏宝牌
- 有后付（日语：後付け）
- 无食替
- 听牌连庄（没听牌即流庄）
- 有两家和了 （无头跳（日语：頭ハネ））
- 有击飞
- オーラス（All Last、最后一局，即东风战的东四局、半庄战的南四局）一位亲家和了结束、亲家流局听牌亦结束，但点数皆须大于等于三万点
- 九种九牌、四杠散了、四风连打、四家立直、三家和了流局（三人麻将的三家立直及两家和了续行）
- 在一般四人麻将中，若是所有玩家持点无超过30000点，东风战会进入南入，东南战会进入西入。只是，东风战没有西入，东南战没有北入
- 限时制，一巡思考时间为15秒或7秒，超过时间系统会自动将摸到的牌打出

## 采用役
- 一般日麻中采用的役都会采用（详细可以参照マニュアル（页面存档备份，存于））。
- 人和・三連刻・四連刻等地方役不采用。
- 四暗刻单骑、国士无双十三面全部计为单倍役满（不同的役满可以复合计算）。
- 七对子计为25符2翻。
- 平和自摸计为20符2翻。
- 有流局滿貫，不視為一般和了，流局罰符不清算而只計算流局滿貫的點數。並且，親家聽牌可以連莊。
- 三人麻將中設拔北，北可存在於非役滿手牌中而不拔出但不計算為寶牌，常時客風。有役時可以榮和他家的拔北。拔北時不論拔了幾張都視為0符，每拔一枚北手牌就增加一飜。寶牌指示牌為西的場合，一般寶牌與拔北的飜數可複合，一枚視作兩飜。拔北並非為一個役種，僅有拔北而無其他役種的情形下同樣不可以和了。
- 三人麻將特有役種不採用。扣除拔北，採用的役種與四人麻將完全相同，除了不可能構成三色同順
- 三人麻將拔北後摸嶺上牌自摸為嶺上開花，且拔北可以破壞他家的立直一發、雙立直、地和，類似於鳴牌的所製造的效果。
- 在不改變待牌的情形下，即使暗槓後會造成役種的增減也可以在立直後暗槓。

## 其他
- 中途退场、再入场重复次数超过5次的话，系统会强制性地不让游戏者回到对局中，此时可以进行其他新的对局。
- 除自由对战之外，可以建立和认识的游戏者对战的个室、大会室。
- 最近的对战的对战记录（牌谱）如果有记录下来，随时都可以重新播放（再生）。
- 等级排名每20分钟就会更新，自己的Rate、顺位、和了率、宝牌数的排名等在网络上会随时发表。
- 测试游戏中，和只会摸切的电脑进行对战，可以进行各种调整。
- 内置了三種麻将牌小游戏(其中两个分別為形似四川省與麻将接龙的接龍遊戲，一个為牌效练习)
- 包括、和等用戶名禁止词汇异常之多，这是天凤的一大特色。
- 2010年8月22日，注册者的数量超过了100万人。
- 2015年10月5日，天鳳推出智能手機版(天鳳βテスト)